# Vlag van Azerbeidzjan
De vlag van Azerbeidzjan (Azerbeidzjaans: Azərbaycan bayrağı) bestaat uit drie gelijke horizontale banden, een blauwe, een rode en een groene. In de rode baan staan een halve maan en een achtpuntige ster; dit naar het voorbeeld van de vlag van Turkije.

## Symboliek
De kleuren blauw, groen en rood worden vaak gezien als pan-Turkse kleuren. De blauwe band staat voor de Turkse volkeren (waartoe ook de Azerbeidzjanen behoren) en de wijde Azerbeidzjaanse hemel. De rode band staat voor de vrijheid van het land en de eeuwigdurende ontwikkeling van de Azerbeidzjaanse cultuur. De groene band symboliseert het vruchtbare land en verwijst ook naar de profeten van de islam.
De halve maan is overgenomen uit de Turkse vlag. De achtpuntige ster verwijst naar het islamitische symbool van de Rub El Hizb (۞) en staat ook voor de acht takken van de Turkse bevolking:
- de Azerbeidzjanen, het eigenlijke staatsvolk;
- de Ottomanen;
- de Turkmenen;
- de Ogoezen, die ooit een van de grootste Turkse stamverbanden vormden. Samen met de Kiptsjaken (o.a. Koemanen), Oeigoeren en Karlukken vormden zij het Rijk der Göktürken (552-740), dat zich van Xinjiang (Oost-Turkestan) tot de Kaspische Zee uitstrekte;
- de Koemanen;
- de Tataren (w.o. de Nogai);
- de Oezbeken;
- de Kazachen.

## Ontwerp
De vlag heeft de kleuren groen, rood, hemelsblauw en wit. Het huidige kleurenschema werd in 2013 officieel gespecificeerd. De exacte specificaties voor de kleuren zijn als volgt:
| Kleuren      | Blauw       | Rood      | Groen      |
| ------------ | ----------- | --------- | ---------- |
| Pantone      | 306 C       | Red 032 C | 362 C      |
| CMYK         | 100-20-0-11 | 0-79-73-6 | 49-0-70-38 |
| RGB          | 0-181-226   | 239-51-64 | 80-158-47  |
| Hexadecimaal | #00B5E2     | #EF3340   | #509E2F    |

## Geschiedenis

Vlag van de Transkaukasische Democratische Federatieve Republiek tussen 22 april en 28 mei 1918

Vlag van de Democratische Republiek Azerbeidzjan tussen 21 juni en 9 november 1918

Vlag van de Democratische Republiek Azerbeidzjan tussen 9 november 1918 en 28 april 1920

Toen het Keizerrijk Rusland in 1917 uiteenviel, werd door Azerbeidzjan, Armenië en Georgië de Transkaukasische Democratische Federatieve Republiek gesticht. Deze staat werd in mei 1918 ontbonden, waarna de drie landen onafhankelijk werden. De Transkaukasische Democratische Federatieve Republiek heeft in haar korte bestaan geen officiële vlaggen of emblemen gebruikt. Er zijn echter historici die aan de federatie een horizontale goud-zwart-rode driekleur toekennen.
Op 28 mei 1918 werd de Democratische Republiek Azerbeidzjan gesticht. Nog geen maand later werd de eerste vlag aangenomen, geïnspireerd door de vlag van het Ottomaanse Rijk.
Op 9 november 1918 werd een nieuwe variant aangenomen, die beter overkwamen met de officiële ideologie van de republiek: blauw voor Turkificatie, rood voor Modernisering en groen voor Islamisering. Deze vlag zou in gebruik blijven, totdat de troepen van de Sovjet-Unie in 1920 het Britse leger verjoegen en Azerbeidzjan door de Sovjet-Unie geannexeerd werd.

### Sovjet-tijdperk
Als lid van de jonge Sovjet-Unie voerde Azerbeidzjan diverse vlaggen. De eerste vlag van de Azerbeidzjaanse Socialistische Sovjetrepubliek was een rood doek met een groen kanton waarin de initialen van de staatsnaam in gouden letters stonden. Al snel werd Azerbeidzjan echter opgenomen in de Transkaukasische Socialistische Federatieve Sovjetrepubliek, die verder bestond uit de Armeense- en Georgische sovjetrepublieken. De vlag van de Transkaukasische Socialistische Federatieve Sovjetrepubliek toonde een hamer en sikkel in een ster, omringd door de Russische letters ZSFSR (Zakavkazskaya Sovetskaya Federativnaya Socialisticheskaya Respublika, "Transkaukasische Socialistische Federatieve Sovjetrepubliek"). In 1936 werd deze federatie weer ontbonden en gingen Georgië, Azerbeidzjan en Armenië als aparte deelrepublieken verder.
In 1936, 1952 en 1956 kreeg Azerbeidzjan een nieuwe vlag. Die van 1956 zou tot de aanname van de huidige vlag in gebruik blijven en toonde op een rode achtergrond aan de linkerkant een gouden hamer en sikkel onder een rode, goud omrande ster; onderin was een blauwe baan afgebeeld als symbool van het Turkse volk en de Kaspische Zee. Op de achterzijde van de vlag stonden geen hamer, sikkel en ster.

? Vlag van de Azerbeidzjaanse Socialistische Sovjetrepubliek, 1920-1921
? Vlag van de Azerbeidzjaanse Socialistische Sovjetrepubliek, 1921-1922
? Vlag van de Transkaukasische Socialistische Federatieve Sovjetrepubliek, 1922-1936
? Vlag van de Azerbeidzjaanse Socialistische Sovjetrepubliek, 1937-1940
? Vlag van de Azerbeidzjaanse Socialistische Sovjetrepubliek, 1940-1952
? Vlag van de Azerbeidzjaanse Socialistische Sovjetrepubliek, 1952-1990

De huidige vlag werd aangenomen op 5 februari 1990. Dit gebeurde door de Opperste Sovjet van de Azerbeidzjaanse Socialistische Sovjetrepubliek, aangezien Azerbeidzjan op dat moment nog tot de Sovjet-Unie behoorde. Toen het land zich op 30 augustus 1991 onafhankelijk verklaarde (op 18 oktober erkend), bleef de vlag in gebruik.